# Igreja Católica no Djibuti
A Igreja Católica no Djibuti (também conhecido como Jibuti) é parte da Igreja Católica universal, em comunhão com a liderança espiritual do Papa, em Roma, e da Santa Sé. Apesar de o islamismo ser a religião oficial do Estado, algumas liberdades fundamentais são concedidas a outras religiões. Os convertidos por vezes enfrentam certas consequências, como por exemplo discriminação social, atos de vandalismo contra igrejas por parte de pessoas individuais e destruição de bens da Igreja. A religião islâmica é profundamente enraizada na sociedade, fazendo com que as outras religiões sejam consideradas estrangeiras. Apesar de a perseguição aos católicos e aos cristãos em geral ser constante e previsível, a violência é considerada baixa pela Missão Portas Abertas.

## História
Parte do Império Etíope, a região que hoje corresponde ao território djibutiano foi cristianizada até a invasão árabe de 1200. Um protetorado francês foi estabelecido perto da cidade costeira de Obock em 1884, e a sede do governo colonial foi posteriormente transferida para Djibuti, e neste período o país recebeu seu primeiro sacerdote da era moderna, vindo da Península Arábica. A evangelização moderna começou no final do século XIX pelos capuchinhos, aos quais a missão permaneceu confiada ao longo do século XX. Como parte da Somalilândia, o Djibuti fazia originalmente parte do Vicariato Apostólico de Galla, erigido em 1846. Depois de 1914, passou a pertencer à Prefeitura Apostólica de Djibuti, que se tornou uma diocese diretamente sujeita à Santa Sé em 1955. Dom Georges Perron, OFM, um capuchinho, passou a administrar os assuntos da diocese.
O Djibuti se tornou um país independente em 27 de junho de 1977, tendo o Islã como religião oficial. Combates armados eclodiram no oeste em 1991, provocados pelo desejo dos afares de independência e divergências sobre a constituição do país. As represálias do governo foram duras, mas um cessar-fogo foi convocado e reformas constitucionais foram promulgadas em 1992. Relações diplomáticas foram estabelecidas com o Vaticano em maio de 2000. As guerras tribais, a fome que afetavam a região, além da chegada de refugiados somalis e etíopes, tiveram efeito negativo à nação durante grande parte do século XX, Só em 1981, o país deu refúgio a mais de 50.000 cidadãos etíopes que fugiam dos combates na província de Ogaden; o fluxo contínuo de refugiados levou a pedidos de apoio humanitário tanto da Santa Sé quanto dos núncios papais da região.

## Atualmente
Em 2000, o Djibuti era o lar de 12.000 católicos, a maioria dos quais vivia na capital. As cinco paróquias do país eram administradas por um padre diocesano e seis padres religiosos, sete irmãos e 19 irmãs. As 11 escolas católicas primárias, secundárias e comerciais proporcionavam educação a várias centenas de alunos católicos no país, muitos dos quais eram de ascendência europeia. Como uma fé minoritária em um país predominantemente muçulmano, a atividade missionária permaneceu focada em esforços humanitários em vez de evangelização.
A Constituição não proíbe explicitamente o proselitismo e a renúncia ao islã, e não há previsão de punições para quem não cumprir leis islâmicas ou que optem por professar outra religião. Contudo, as conversões ao Cristianismo que ocorrem são alvos de assédio, como intimidação, insultos e rejeição social. Os cristãos ex-muçulmanos experimentam um nível de perseguição imenso, e são originários da comunidade local e também dos próprios membros da família. Os convertidos costumam se proteger escondendo sua fé, e normalmente perdem seu direito de herança. As autoridades não protegem cristãos se eles são atacados.
Dom Giorgio Bertin, bispo do Djibuti e administrador apostólico de Mogadíscio, na vizinha Somália, afirma que ao contrário da intensa perseguição que a Igreja Católica somali, "nós somos deixados em paz lá; não há perigo e a Igreja é respeitada", e ainda que "a maior tarefa da Igreja são as escolas e o trabalho da Caritas. [...] Nosso trabalho pastoral é muito limitado, e mesmo que não tenhamos convertido pessoas ou estabelecido esse trabalho, estamos, no entanto, semeando o Evangelho entre o povo, dado que 99% dos alunos de nossas escolas são muçulmanos, eles sabem que nós somos sinceros e que os respeitamos, eles então nos respeitam em troca". Ainda segundo ele, com dados de 2016, havia mais ou menos 5000 católicos no país, sendo a maioria de franceses ou etíopes residentes lá, e que há alguns católicos nativos do país, por tradição familiar ou órfãos levados às instituições da Igreja, "mas são a minoria".

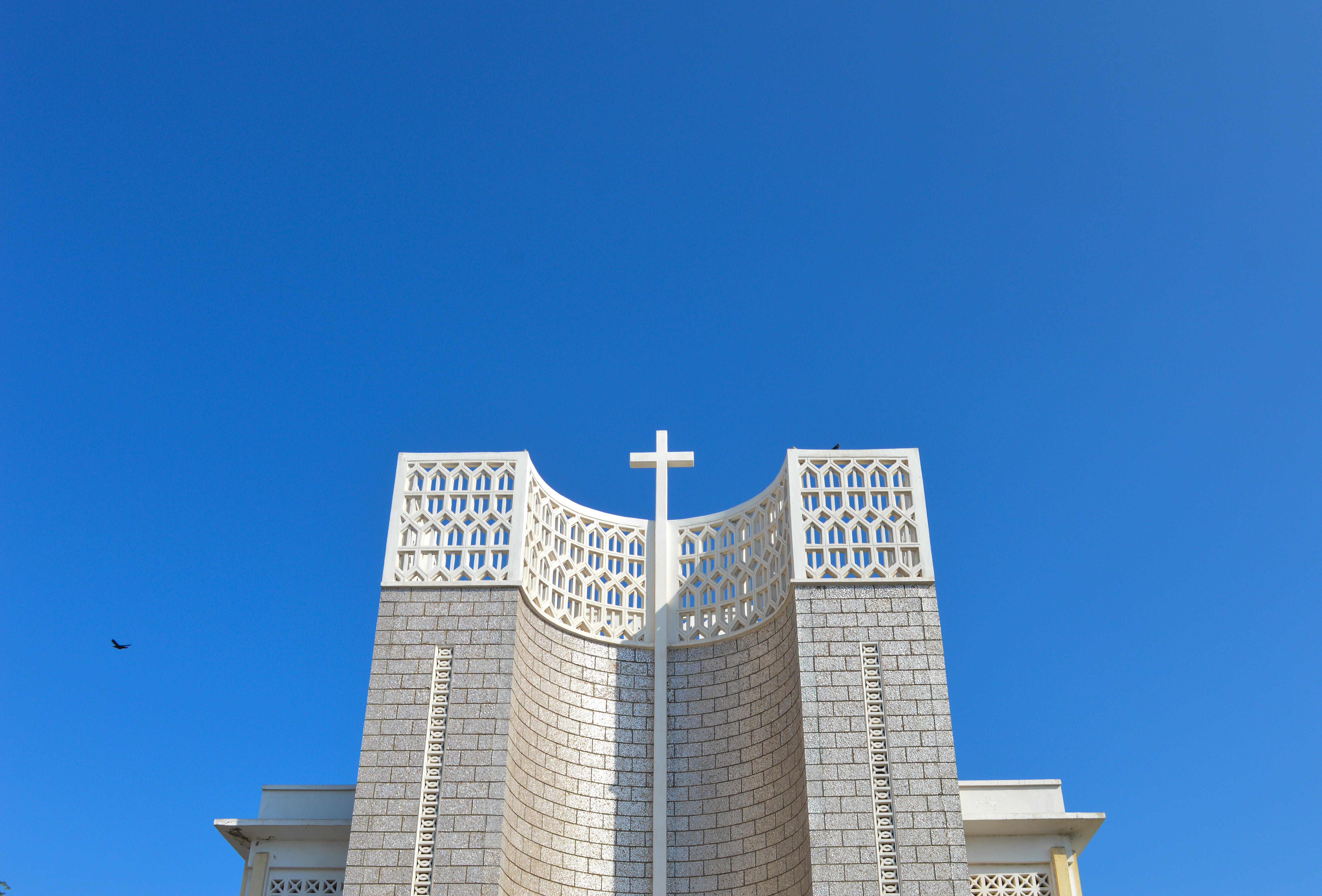
Catedral do país, com destaque para a torre

Alguns dados de 2006 dizem que havia por volta de 7.000 católicos no país, e isso representa 0,9% da população djibutiana. Os católicos chegaram a ser 10,5% da população, mas como houve um grande aumento de muçulmanos na região, que nos anos atuais representam 94% da população, hoje a população católica representa menos de 1%. Embora este seja um país onde o islamismo é a religião do Estado, a sociedade djibutiana e o islã estão hoje em dia mais estreitamente interligadas do ponto de vista político-institucional do que o que estava previsto na Constituição original de 1992, na qual o Djibuti descreve-se como uma "república democrática". Algumas liberdades fundamentais foram concedidas a outras religiões. De acordo com o artigo 1.º, todos os cidadãos são iguais, "sem distinção de língua, origem, raça, sexo ou religião".
Apesar de as normas e costumes sociais no Djibuti não preverem a renúncia ao Islamismo, as conversões são desencorajadas, e quando ocorrem são alvo de assédio. Foi reportado que, no campo de refugiados Markazi onde vivem refugiados iemenitas, um residente convertido ao Cristianismo foi sujeito a intimidação e insultos por parte dos outros refugiados. Também se reportam discriminação no local de trabalho, atos de vandalismo contra as igrejas por parte de pessoas individuais e destruição de bens da Igreja, estes últimos foram revelados pelos próprios líderes das igrejas cristãs. A Igreja Católica djibutiana também vem ajudando a Igreja Católica do Iêmen e os católicos refugiados da guerra civil.
Dom Giorgio Bertin também viu com muito otimismo a normalização das relações entre Djibuti e Eritreia, após 10 anos de relações interrompidas. Ele afirmou ser um passo importante para alcançar a paz, o desenvolvimento econômico e a estabilidade no Chifre da África, assim como a retomada das relações entre Eritreia e Etiópia que, em 9 de julho passado, assinaram um acordo de paz que pôs fim à guerra entre os dois países, iniciada em 6 de maio de 1998, pela demarcação de fronteiras.

## Organização territorial

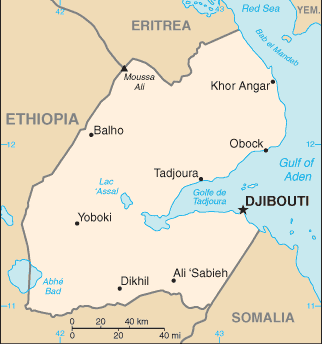
De forma que o Djibuti forma uma única diocese, o mapa do país e da própria diocese são o mesmo

O Djibuti é formado por apenas uma diocese, a Diocese do Djibuti, que é responsável por cinco paróquias. O rito litúrgico utilizado é o rito romano.

## Conferência Episcopal
A Conferência dos Bispos Latinos das Regiões Árabes foi estabelecida em 31 de março de 1967, e além do Djibuti, inclui a administração da Igreja Católica Romana em Chipre, Egito, Emirados Árabes Unidos, Iraque, Israel, Jordânia, Kuwait, Líbano, Palestina, Síria e Somália.

## Nunciatura Apostólica
A delegação apostólica do Djibuti foi criada em 1992, e no dia 23 de dezembro de 2000 foi elevada à nunciatura apostólica.